# Frazer Nash 421
Frazer Nash 421 je dirkalnik konstruktorja Frazer Nash, ki je bil uporabljen na dirkah za Veliko nagrado, Formule 1 in Formule 2 med sezonama 1947 in 1953. Skupno so dirkači z njim nastopili na osmih dirkah v vseh kategorijah, od tega so dirko trikrat končali. 
Debitiral je v sezoni 1947, ko je Oscar Moore na dirki za Veliko nagrado Rempartsa osvojil sedmo mesto, kar je bil edini nastop s tem dirkalnikom v sezoni. Podobno je bil dirkalnik v naslednji sezoni 1948 uporabljen le na dirki Coupe d´Argent, kjer je Marcel Balsa odstopil, in v sezoni 1949, ko je bil František Dobry na dirki za Veliko nagrado Masaryka enajsti. Po kar troletnem premoru je bil dirkalnik ponovno uporabljen na dveh prvenstvenih dirkah Formule 1 v sezoni 1952, ko je Tony Crook osvojil enaindvajseto mesto na dirki za Veliko nagrado Velike Britanije, Ken Wharton pa je odstopil na dirki za Veliko nagrado Nizozemske. Zadnjič pa je bil dirkalnik uporabljen na neprvenstveni dirki Newcastle Journal Trophy v naslednji sezoni 1953, ko so Bill Skelly, Peter Bolton in Bill Black odstopili.

## Rezultati Svetovnega prvenstva Formule 1
(legenda)
| Leto | Motor              | Gume | Moštvo           | Dirkača     | 1   | 2   | 3   | 4   | 5  | 6   | 7   | 8   |
| ---- | ------------------ | ---- | ---------------- | ----------- | --- | --- | --- | --- | -- | --- | --- | --- |
| 1952 | Bristol Straight-6 | D    |                  |             | ŠVI | 500 | BEL | FRA | VB | NEM | NIZ | ITA |
| 1952 | Bristol Straight-6 | D    | Scuderia Franera | Ken Wharton |     |     |     |     |    |     | Ret |     |
| 1952 | Bristol Straight-6 | D    | Tony Crook       | Tony Crook  |     |     |     |     | 21 |     |     |     |